# Gabrovac
Gabrovac (cyr. Габровац) – wieś w Serbii, w okręgu niszawskim, w mieście Nisz. W 2011 roku liczyła 1238 mieszkańców.